# Sam Walker
Samuel Colin Walker (Gravesend, Kent, Inglaterra, 2 de octubre de 1991), más conocido como Sam Walker, es un futbolista británico que juega como guardameta en el Bradford City A. F. C. de la League One.

## Trayectoria
Sam se formó en las inferiores del Millwall F. C. En agosto de 2007, Sam se unió al equipo juvenil del Chelsea. Aunque Sam se unió a la categoría sub-16, se ganó rápidamente un lugar en el sub-18 a principios de la temporada 2007-08, debido a que Jan Šebek se había lesionado en septiembre de 2007, disputando 5 partidos como titular.
La temporada 2008-09 fue mucho mejor para Sam, ya que logró establecerse en el equipo juvenil a mediados de diciembre de 2008, aún habiendo comenzado la temporada en la categoría sub-16. Durante esta temporada, Sam disputó 7 partidos con el equipo juvenil, mostrando mucho talento bajo los tres palos.
En la temporada 2009-10, Sam logró establecerse como el guardameta titular del equipo juvenil, habiéndole ganado la partida a su compañero Aldi Haxhia. Sam acumuló 5 porterías imbatidas en 12 partidos disputados, lo que lo afianzó aún más como el titular indiscutible. En octubre de 2009, Sam sufrió una fractura en su pie, perdiéndose gran parte de la temporada. Sin embargo, logró recuperarse a tiempo para ayudar a que el equipo juvenil se consagrara campeón de la FA Youth Cup en mayo de 2010, siendo Sam parte fundamental en la obtención del título. Sam logró disputar 24 partidos con el equipo juvenil durante la campaña, además de haber podido debutar con el equipo de reservas durante un encuentro ante el Fulham FC en marzo de 2010.
En septiembre de 2010, Sam fue inscrito en la Lista B de la plantilla que disputó la Liga de Campeones, utilizando el dorsal #54. Sin embargo, luego de haber disputado 6 partidos con el equipo de reservas durante la temporada 2010-11, Sam fue cedido al Barnet FC de la Football League Two el 24 de marzo de 2011 durante el resto de la temporada. Su debut sería dos días después, en el empate a 2-2 ante el Chesterfield FC. En el siguiente encuentro ante el Burton Albion, Walker tuvo una participación destacada, ya que apenas concedió un gol al equipo contrario en la victoria del Barnet por 4-1. En el último encuentro de la temporada ante el Port Vale el 7 de mayo de 2011, Sam ayudó a su equipo a llevarse la victoria por 1-0 con varias atajadas vitales y así evitar el descenso del equipo a la Conference National. En total, Sam logró disputar 7 partidos con el Barnet durante su cesión.
El 11 de julio de 2011, Sam fue cedido al Northampton Town de la Football League Two hasta el final de la temporada 2011-12. Su debut con este equipo sería el 6 de agosto de 2011 en el empate a 0-0 frente al Accrington Stanley.

## Clubes
| Club                             | País       | Año       |
| -------------------------------- | ---------- | --------- |
| Barnet F. C. (cedido)            | Inglaterra | 2011      |
| Northampton Town F. C. (cedido)  | Inglaterra | 2011      |
| Yeovil Town F. C. (cedido)       | Inglaterra | 2012      |
| Bristol Rovers F. C. (cedido)    | Inglaterra | 2012      |
| Colchester United F. C. (cedido) | Inglaterra | 2013      |
| Colchester United F. C. (cedido) | Inglaterra | 2013-2014 |
| Colchester United F. C.          | Inglaterra | 2014-2018 |
| Reading F. C.                    | Inglaterra | 2018-2021 |
| Blackpool F. C. (cedido)         | Inglaterra | 2020-2021 |
| A. F. C. Wimbledon (cedido)      | Inglaterra | 2021      |
| Kilmarnock F. C.                 | Escocia    | 2021-2023 |
| Charlton Athletic F. C.          | Inglaterra | 2023-2024 |
| Bradford City A. F. C.           | Inglaterra | 2024-     |